# Karl Friedrich Geldner
Karl Friedrich Geldner (* 17. Dezember 1852 in Saalfeld/Saale; † 5. Februar 1929 in Marburg) war ein deutscher Orientalist, Hochschullehrer und Autor.

## Leben und Werk
Geldner, ein Sohn des Pfarrers Friedrich Geldner (1821–1890), studierte in Leipzig und Tübingen Avesta und Sanskrit und wurde 1887 Professor in Halle (Saale). 1890 übernahm er als Nachfolger von Hermann Oldenberg den Lehrstuhl für Indologie in Berlin und unterrichtete ab 1907 an der Universität Marburg, wo er bis an sein Lebensende wirkte. 1919 wurde er zum korrespondierenden Mitglied der Göttinger Akademie der Wissenschaften gewählt.
Geldner widmete sich zunächst insbesondere Avesta-Studien, brachte nach Prüfung zahlreicher Manuskripte eine neue kritische Textausgabe der alten iranischen Schriften heraus und legte einige Übersetzungen vor, die ebenso wie die Textedition aufgrund ihrer hervorragenden Qualität viel Beachtung in der Fachwelt fanden.
Während seiner Zeit in Halle begründete er eine Freundschaft mit Richard Pischel (1849–1908) und brachte mit ihm zusammen den ersten Band Vedische Studien heraus, in dem die besondere Stellung des Rigveda als sehr altes und bedeutendes Werk des indischen Geistes herausgearbeitet wurde.
1908 übernahm Geldner in Alfred Bertholets Werk Religionsgeschichtliches Lesebuch die Beiträge zu Avesta und Vedismus. Darüber hinaus führte er das von Adolf Friedrich Stenzler begonnene Elementarbuch der Sanskrit-Sprache weiter und widmete sich während des Ersten Weltkriegs und in der Zeit danach einer vollständigen Übersetzung des Rigveda. Ein erster Band erschien 1923 in Göttingen, der vollständige deutsche Text in vier Bänden 1951 in der Harvard Oriental Series (Vol. 33–36). Eine vollständige Ausgabe in zwei Bänden erschien 2008 in Wiesbaden.

## Auszeichnungen
- Förderpreis der Bopp-Stiftung, 1881
- Mitglied der American Academy of Arts and Sciences, 1925

## Werke (Auswahl)
- Metrik des jüngeren Avesta, 1877
- Studien zum Avesta, 1882
- Drei Yasht aus dem Zendavesta, 1884
- Avesta. Die heiligen Bücher der Parsen, in Deutsch und Englisch, 3 Bände, 1885–1895
- Avestaliteratur, in: Grundriss der iranischen Philologie, herausgegeben von Kuhn und Geiger
- Siebenzig Lieder des Rigveda, zusammen mit Roth und Kägi, 1875
- Vedische Studien, zusammen mit Pischel; 3 Bände, 1889–1901
- Der Rigveda in Auswahl, 1907
- Rig-Veda: Das Heilige Wissen Indiens, 1923, vollständige Übersetzung. Neu herausgegeben von Peter Michel, Marix-Verlag, 2008, ISBN 978-3-86539-165-0